# Ashes Tour 1902
Die Ashes Tour 1902 war die Tour der australischen Cricket-Nationalmannschaft, die die 16. Austragung der Ashes beinhaltete, und wurde zwischen dem 29. Mai und 13. August 1902 ausgetragen. Die internationale Cricket-Tour war Teil der internationalen Cricket-Saison 1902 und umfasste fünf Test-Matches. Australien gewann die Serie 2–1.

## Vorgeschichte
Für beide Mannschaften war es die erste Tour der Saison.
Das letzte Aufeinandertreffen der beiden Mannschaften bei einer Tour fand in der Saison 1901/02 in Australien statt.

## Stadien
Die folgenden Stadien wurden für die Tour als Austragungsort vorgesehen.
| Stadion                     | Stadt      | Kapazität | Spiele  |
| --------------------------- | ---------- | --------- | ------- |
| Edgbaston Cricket Ground    | Birmingham | 24.803    | 1. Test |
| The Oval                    | London     | 23.500    | 5. Test |
| Lord’s Cricket Ground       | London     | 30.000    | 2. Test |
| Old Trafford Cricket Ground | Manchester | 19.000    | 4. Test |
| Bramall Lane                | Sheffield  |           | 3. Test |

## Kaderlisten
Die Mannschaften benannten die folgenden Kader.
| Test | Test |
| England | Australien |
| --- | --- |
| - Archie MacLaren (K) - Bobby Abel - Sydney Barnes - Len Braund - C. B. Fry - Tom Hayward - George Hirst - Stanley Jackson - Gilbert Jessop - Dick Lilley (wk) - Bill Lockwood - Lionel Palairet - Kumar Ranjitsinhji - Wilfred Rhodes - Fred Tate - Johnny Tyldesley | - Joe Darling (K) - Warwick Armstrong - Reggie Duff - Syd Gregory - Clem Hill - Bert Hopkins - Bill Howell - Ernie Jones - James Kelly (wk) - Monty Noble - Jack Saunders - Hugh Trumble - Victor Trumper |

## Tests

### Erster Test in Birmingham
| 29. – 31. Mai Scorecard | Birmingham | England 376-9d (142) | – | Australien 36 (23) & 46-2 (28) (f/o) |
|                         |            | Remis                |   |                                      |

England gewann den Münzwurf und entschied sich als Schlagmannschaft zu beginnen. Nachdem sie die beiden Eröffnungs-batter verloren bildeten Kumar Ranjitsinhji und Stanley Jackson eine Partnerschaft. Ranjitsinhji erreichte 13 Runs und wurde durch Johnny Tyldesley ersetzt. Nachdem Stanley nach einem Fifty über 53 Runs ausgeschieden war, konnten an der Seite von Tyldesley George Hirst 48 und Len Braund 14 Runs erreichen. Nachdem Bill Lockwood ins Spiel gekommen war, schied Tyldesley nach einem Fifty über 138 Runs aus. Ihm folgte Wilfred Rhodes und der Tag endete beim Stand von 351/9. Am zweiten Spieltag deklarierte England das Innings beim Stand von 376 Runs, als Lockwood ein Fifty über 52 Runs und Rhodes 38 Runs erzielt hatten. Bester australischer Bowler war Ernie Jones mit 3 Wickets für 76 Runs. Für Australien konnte Eröffnungs-Batter Victor Trumper sich etablieren, fand jedoch keinen Partner. Nachdem Trumper nach 18 Runs sein wicket verlor und kurz darauf auch das letzte wicket des Innings field, hatte Australien nach diesem einen Rückstand von 340 Runs. Die englischen wickets erzielten Wilfred Rhodes mit 7 Wickets für 17 Runs und George Hirst mit 3 Wickets für 15 Runs. England forderte das Follow-on ein und nachdem sich die australischen Eröffnungs-Batter Victor Trumper und Reggie Duff etabliert hatten, endete der Tag beim Stand von 8/0. Am dritten Tag schied Trumper nach 14 Runs aus und wurde gefolgt durch Clem Hill. Duff erreichte 15 Runs und kurz darauf endete der Tag und das Spiel, als Hill 10 Runs erreicht hatte, mit einem Remis. Dabei wurde Australien durch die einsetzenden Regenfälle vor einer Niederlage bewahrt. Die englischen Wickets erzielten Wilfried Rhodes und Len Braund.

### Zweiter Test in London
| 12. – 14. Juni Scorecard | London (Lord’s) | England 102-2 (36) | – | Australien |
|                          |                 | Remis              |   |            |

England gewann den Münzwurf und entschied sich als Schlagmannschaft zu beginnen. Für sie konnte sich Eröffnungs-Batter Archie MacLaren zusammen mit dem vierten Schlagmann Stanley Jackson eine Partnerschaft. Zusammen beendeten sie den Tag beim Stand von 102/2, nachdem keine zwei Stunden an Spielzeit auf Grund des Wetters möglich war. An den nächsten beiden Tagen war ebenfalls auf Grund der Regenfälle und der resultierenden Platzbedingungen kein weiteres Spiel mehr möglich, und so endete das Spiel bei diesem Stand. Jackson hatte bis dahin ein Fifty über 55* Runs erzielt, MacLaren 47* Runs. Bester australischer Bowler war Bert Hopkins mit 2 Wickets für 18 Runs.

### Dritter Test in Sheffield
| 3. – 5. Juli Scorecard | Sheffield | Australien 194 (66.1) & 289 (72.1) | – | England 145 (61.3) & 195 (60.5) |
|                        |           | Australien gewinnt mit 143 Runs    |   |                                 |

Australien gewann den Münzwurf und entschied sich als Schlagmannschaft zu beginnen. Für sie bildeten Eröffnungs-Batter Reggie Duff und der dritte Schlagmann Clem Hill eine Partnerschaft. Duff erreichte 25 Runs und wurde gefolgt von Syd Gregory. Hill schied nach 18 Runs, woraufhin Monty Noble aufs Feld kam. Gregory verlor sein Wicket nach 11 Runs und nachdem Bert Hopkins ins Spiel kam, schied auch Noble nach 47 Runs aus. Hopkins erzielte 27 Runs, bevor Warwick Armstrong und Hugh Trumble eine Partnerschaft bildeten. Warwick erreichte 25 Runs, bevor Trumble das letzte Wicket des Innings nach 32 Runs verlor. Bester englischer Bowler war Sydney Barnes mit 6 Wickets für 49 Runs. Für England formten die Eröffnungs-Batter Archie MacLaren und Bobby Abel eine Partnerschaft. MacLaren gelangen 31 Runs, woraufhin Johnny Tyldesley ins Spiel kam. Abel erreichte daraufhin 38 Runs und Tyldesley 22 Runs. Der Tag endete dann beim Stand von 102/5. Am zweiten Spieltag konnte für England lediglich Gilbert Jessop mit 12 Runs eine zweistellige Runz-Zahl erreichen und das Innings endete mit einem Rückstand von 49 Runs für England. Beste australische Bowler waren Jack Saunders mit 5 Wickets für 50 Runs und Monty Noble mit 5 Wickets für 51 Runs. Für Australien bildeten Eröffnungs-Batter Victor Trumper und Clem Hill eine Partnerschaft. Trumper gelang ein Fifty über 62 Runs, woraufhin der hineinkommende Syd Gregory 29 Runs erzielte. Nachdem Bert Hopkins aufs Feld gekommen war, verlor Hill sein Wicket nach einem Century über 119 Runs. An der Seite von Hopkins erreichte Warwick Armstrong 26 Runs und Hopkins beendete das Innings ungeschlagen mit 40* Runs, womit die Vorgabe für England auf 339 Runs erhöht wurde. Beste englische Bowler waren Wilfred Rhodes mit 5 Wickets für 63 Runs und Stanley Jackson mit 3 Wickets für 60 Runs. Für England konnte Eröffnungs-Batter Gilbert Jessop und der dritte Schlagmann Johnny Tyldesley eine Partnerschaft formen und den Tag beim Stand von 73/1 beenden. Am dritten Spieltag schied Jessop nach einem Fifty über 55 Runs und Tyldesley nach 14 Runs aus. Daraufhin etablierte sich Archie MacLaren und an seiner Seite konnte Stanley Jackson 14 Runs erreichen. Auch Maclaren schied kurz darauf nach einem Fifty über 63 Runs aus und das Spiel endete mit einer Niederlage für England. Beste australische Bowler waren Monty Noble mit 6 Wickets für 52 Runs und Hugh Trumble mit 4 Wickets für 49 Runs.

### Vierter Test in Manchester
| 24. – 26. Juli Scorecard | Manchester | Australien 299 (76.1) & 86 (47.4) | – | England 262 (114) & 120 (49.4) |
|                          |            | Australien gewinnt mit 3 Runs     |   |                                |

Australien gewann den Münzwurf und entschied sich als Schlagmannschaft zu beginnen. Für sie formten die Eröffnungs-Batter Victor Trumble und Reggie Duff eine Partnerschaft. Duff schied nach einem Fifty über 54 Runs aus und wurde durch Clem Hill ersetzt. Trumper erreichte ein Century über 104 Runs und nachdem Joe Darling ins Spiel kam, verlor auch Hill sein Wicket nach einem Fifty über 65 Runs. Darling konnte ebenfalls ein Fifty über 51 Runs erreichen, woraufhin kurz darauf das letzte Wicket des Innings fiel. Beste englische Bowler waren Bill Lockwood mit 6 Wickets für 48 Runs und Wilfred Rhodes mit 4 Wickets für 104 Runs. England verlor früh vier Wickets, bevor Johnny Tyldesley und Stanley Jackson eine Partnerschaft formten. Tyldesley erreichte 22 Runs und wurde gefolgt durch Len Braund, woraufhin der Tag beim Stand von 70/5 endete. Am zweiten Spieltag verlor Braund sein Wicket nach einem Fifty über 65 Runs. Als Jackson das letzte Wicket des Innings nach einem Century über 128 Runs verlor, hatte England einen Rückstand von 37 Runs. Beste australische Bowler waren Hugh Tumble mit 4 Wickets für 75 Runs und Jack Saunders mit 3 Wickets für 104 Runs. Australien verlor früh drei wickets, bevor Joe Darling und Syd Gregory eine Partnerschaft bilden konnten. Gregory schied nach 24 Runs aus und Darling nach 37 Runs. Im Weiteren konnte sich kein Batter mehr etablieren und der Tag endete beim Stand von 85/8. Am dritten Spieltag field das letzte wicket als Australien eine Vorgabe von 124 Runs aufgestellt hatte. Beste englische Bowler waren Bill Lockwood mit 5 Wickets für 28 Runs und Wilfred Rhodes mit 3 Wickets für 26 Runs. England begann ihr Innings mit Lionel Palairet und Archie MacLaren. Palairet erreichte 17 Runs, woraufhin Johnny Tyldesley ins Spiel kam und 16 Runs erzielte. Auch MacLaren verlor kurz darauf sein Wicket über 35 Runs. Bobby Abel konnte dann noch 21 Runs erzielen, jedoch scheiterten die verbliebenen Batter knapp daran die Vorgabe einzuholen. Beste australische Bowler waren Hugh Trumble mit 6 Wickets für 53 Runs und Jack Saunders mit 4 Wickets für 52 Runs.

### Fünfter Test in London
| 11. – 13. August Scorecard | London (Oval) | Australien 324 (123.5) & 121 (66.5) | – | England 183 (60) & 263-9 (66.5) |
|                            |               | England gewinnt mit 1 Wicket        |   |                                 |

Australien gewann den Münzwurf und entschied sich als Schlagmannschaft zu beginnen. Für sie bildeten die Eröffnungs-Batter Victor Trumper und Reggie Duff eine Partnerschaft. Duff schied nach 23 Runs aus und der ihm folgende Clem Hill erzielte 11 Runs. Nachdem Monty Noble aufs Feld gekommen war, verlor Trumper nach 42 Runs sein Wicket. An der Seite von Noble gelangen Syd Gregory 23 und Warwick Armstrong 17 Runs. Kurz darauf schied Noble nach einem Fifty über 52 Runs aus, woraufhin Bert Hopkins und Hugh Trumble eine weitere Partnerschaft formten. Hopkins schied nach 40 Runs aus und dem hineinkommenden James Kelly gelangen 39 Runs. Als das letzte Wicket fiel, hatte Trumble ein Fifty über 64 Runs erzielt und anschließend wurde der Tag beendet. Bester englischer Bowler war George Hirst mit 5 Wickets für 77 Runs. Am zweiten Spieltag bildeten die englischen Eröffnungs-Batter Archie MacLaren und Lionel Palairet eine Partnerschaft. Palairet schied nach 20 Runs aus und kurz darauf auch MacLaren nach 10 Runs. Ihnen folgte Johnny Tyldesley, der 33 Runs erzielte. In der folge etablierte sich Len Braund, an dessen Seite Gilbert Jessop 13, George Hirst 43 und Bill Lockwood 25 Runs erzielte. kurz darauf schied auch Braund nach 22 Runs aus und das Innings endete mit einem Rückstand von 141 Runs. Bester australischer Bowler war Hugh Trumble mit 8 Wickets für 65 Runs. Für Australien konnte der dritte Schlagmann Clem Hill zusammen mit Joe Darling eine Partnerschaft formen. Darling erreichte 15 Runs und der für ihn hineinkommende Monty Noble 13 Runs. Daraufhin schied nach Hill nach 34 Runs aus. Nachdem sich Warwick Armstrong etablierte, endete der Tag beim Stand von 114/8. Am dritten Spieltag schied Armstrong nach 21 Runs aus und Australien beendete das innings mit einer Vorgabe von 263 Runs für England. Bester englischer Bowler war Bill Lockwood mit 5 Wickets für 45 Runs. England verlor daraufhin früh fünf Wickets, bevor sich Stanley Jackson und Gilbert Jessop etablierten. Jackson schied nach 49 Runs aus, woraufhin George Hirst aufs Feld kam. Jessop erzielte ein Century über 104 Runs, woraufhin der hineinkommende Dick Lilley 16 Runs erzielte. Daraufhin konnte Hirst dann mit einem Fifty über 58* Runs das Spiel für England entscheiden. Beste australische Bowler waren Jack Saunder mit 4 Wickets für 105 Runs und Hugh Trumble mit 4 Wickets für 108 Runs.

## Einordnung
Die Serie wurde vor allem durch die Regenfälle dominiert. Schon die frühe englische Saison hatte mit langanhaltenden Regenfällen zu kämpfen. Der erste Test, der im Remis endete, obwohl die englische Mannschaft dominierte und der zweite, bei dem nur 38 Over an Spiel möglich waren verhinderten, dass das englische Team in Führung ging. Nach der Niederlage in Sheffield, der der einzige je dort gespielte Test bleiben sollte, konnte Australien die Serie im vierten Spiel entscheiden, nachdem Regenfälle den Australiern dabei halfen das Spiel zu drehen. Im fünften Test war es Gilbert Jessop, der trotz des feuchten und mit Rissen versehenen Pitches ein entscheidendes Century erreichen konnte. Allgemein wird diese Serie heute als diejenige angesehen, die zwischen den besten Mannschaften der beiden Nationen in Ashes-Serien stattfand.

## Statistiken
Die folgenden Cricketstatistiken wurden bei dieser Tour erzielt.
| Tests            | Tests      | Tests   | Tests   | Tests   | Tests   | Tests   | Tests   | Tests   |
| Batting          | Batting    | Batting | Batting | Batting | Batting | Batting | Batting | Batting |
| Spieler          | Mannschaft | Spiele  | Innings | Runs    | Average | HS      | 100s    | 50s     |
| ---------------- | ---------- | ------- | ------- | ------- | ------- | ------- | ------- | ------- |
| Stanley Jackson  | England    | 5       | 8       | 311     | 44,42   | 128     | 1       | 2       |
| Clem Hill        | Australien | 5       | 8       | 258     | 36,85   | 119     | 1       | 1       |
| Victor Trumper   | Australien | 5       | 8       | 247     | 30,87   | 104     | 1       | 1       |
| Johnny Tyldesley | England    | 5       | 7       | 245     | 35,00   | 138     | 1       | 0       |
| Archie MacLaren  | England    | 5       | 8       | 198     | 28,28   | 63      | 0       | 1       |
| Bowling          |            |         |         |         |         |         |         |         |
| Spieler          | Mannschaft | Spiele  | Overs   | Wickets | Average | BBI     | 5W      | 10W     |
| Hugh Trumble     | Australien | 3       | 255.1   | 26      | 14,26   | 8/65    | 2       | 2       |
| Wilfred Rhodes   | England    | 5       | 192.3   | 22      | 15,27   | 7/17    | 1       | 0       |
| Jack Saunders    | Australien | 4       | 199.3   | 18      | 26,27   | 5/50    | 2       | 0       |
| Bill Lockwood    | England    | 4       | 146.2   | 17      | 12,11   | 6/48    | 0       | 0       |
| Monty Noble      | Australien | 5       | 127.0   | 14      | 21,92   | 6/52    | 0       | 0       |